# Josef Jungmann

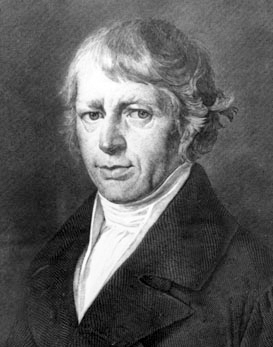
Josef Jungmann

Josef Jungmann (Hudlice, 16 luglio 1773 – Praga, 14 novembre 1847) è stato un poeta e linguista ceco.

## Biografia
Nato da servi della gleba si mantenne gli studi lavorando come insegnante. Laureando in diritto, era però appassionato di letteratura e di ricerca linguistica. Si dedicò alla traduzione di autori stranieri come Chateaubriand, Goethe, Milton e Schiller. Nel 1806 pubblicò due saggi Sulla lingua ceca, sostenendo che affinché un popolo potesse esprimersi liberamente era necessario che non ricorresse esclusivamente alle lingue imposte. Nel 1825 pubblicò Storia della letteratura ceca e tra il 1834 e il 1839 si dedicò alla stesura di un dizionario ceco-tedesco, comprendente neologismi e termini dialettali cechi, russi e polacchi. Fu inoltre una delle più importanti figure del Risveglio nazionale ceco insieme a Josef Dobrovský.